# Aad van den Hoek
Adriaan "Aad" van den Hoek (Dirksland, 14 d'octubre de 1951) és un ciclista neerlandès, ja retirat, que fou professional entre 1974 i 1983.
Com a ciclista amateur va guanyar, amb l'equip neerlandès, la medalla de bronze als Jocs Olímpics de Múnic a la prova de contrarellotge per equips, però un positiu seu per coramina, un producte prohibit pel Comitè Olímpic Internacional, però autoritzat en el seu moment per la Unió Ciclista Internacional, va provocar la desqualificar de tot l'equip. Com a professional destaquen diverses etapes en curses d'una setmana, com la Volta a Andalusia, la Volta als Països Baixos, la Volta a Alemanya i la Volta a Catalunya.

## Palmarès
- 1972
  - 1r a la Ronda van Midden-Nederland
  - Vencedor d'una etapa a la Volta a Àustria
- 1973
  - Vencedor d'una etapa a la Milk Race
  - Vencedor d'una etapa a l'Olympia's Tour
- 1974
  - 1r a la Volta a Renània-Palatinat
  - Vencedor d'una etapa a l'Olympia's Tour
- 1975
  - 1r a l'Étoile des Espoirs
- 1976
  - 1r a l'Acht van Chaam
- 1977
  - Vencedor d'una etapa a la Volta a Andalusia
- 1978
  - Vencedor d'una etapa a la Volta als Països Baixos
- 1979
  - Vencedor d'una etapa a la Volta a Alemanya
- 1981
  - Vencedor d'una etapa a la Volta a Catalunya

### Resultats al Tour de França
- 1976. 87è de la classificació general (fanalet vermell)
- 1977. Fora de control (17a etapa)
- 1978. 57è de la classificació general
- 1981. 115è de la classificació general

### Resultats a la Volta a Espanya
- 1976. Abandona